# Utman khels
Els utman khels (també uthman khels) són una tribu paixtu del Pakistan, que viuen al territori que porta el seu nom (Utman Khel) a la Província de la Frontera del Nord-oest, que s'hi va establir al segle xvi quan els yusufzais van conquerir Swat. A l'inici del segle XX el nombre d'utmans khels s'estimava en uns 40.000, dividits en clans sovint enfrontats. El territori que ocupaven era poc fèrtil i s'ha de cultivar en terrasses, excepte la part just al sud del riu Rud. Diverses expedicions britànics van haver d'anar al país per aconseguir la seva submissió especialment el 1852, el 1878 i 1898. Els utman khels diuen ser descendents de Baba Utman Shamraiz, que acompanyava a Mahmud de Gazni una de les seves primers expedicions a l'Índia probablement els primers anys del segle xi. Són alts, valents i justos; les seves costums i vestimentes van ser assimilades pels veïns pobles de Bajur.